# 김서준 (2006년)
김서준(2006년 12월 22일 ~ )은 KBO 리그 키움 히어로즈의 투수이다.

## 키움 히어로즈시절
2025년에 입단하였다. 2025년 4월 11일 한화 이글스와의 경기에 출전하며 데뷔 첫 경기를 치렀고, 경기에서 1 2/3이닝 8피안타(2피홈런) 2사사구 7실점를 기록했다.

## 출신 학교
- 고양화정초등학교
- 원당중학교
- 충훈고등학교